# 1992 Голяма награда на Монако
1992 Голяма награда на Монако е 39-о за Голямата награда на Монако и шести кръг от сезон 1992 във Формула 1, провежда се на 31 май 1992 година по улиците на Монте Карло, Монако.

## Репортаж
Преди началото на ГП на Монако, президента на Ферари, Лука ди Монтецемоло трябваше да обяви позицията на Иван Капели в отбора като „сигурна“, въпреки острите критики от италианското списание Аутоспринт, относно представянето на Капели от началото на сезона. Аутоспорт обявиха в четвъртък преди състезанието, че Капели ще бъде вероятно заменен от тест-пилота на Ферари и състезател за отбора на Минарди Джани Морбидели, тъй като се заемаше с тестовите ангажименти със Скудерията. Ферари от своя страна отговориха, че Капели е „на почивка“, но италианеца отрече. Лотус пуснаха на разположение и втория болид 107 за Мика Хакинен, след като само единия болид е за Джони Хърбърт за ГП на Сан Марино.
За шести пореден път Найджъл Менсъл с Уилямс отново е най-бърз в квалификациите, постигайки време от 1:19.495 като британеца определи времето си като „напълно чиста обиколка“. Съотборникът му Рикардо Патрезе се класира втори, въпреки че е блокиран от Ларус-а на Бертран Гашо в една от бързите си обиколки. Аертон Сена с Макларън се нареди трети пред Ферари-то на Жан Алези. След тях са Герхард Бергер, Бенетон-ите на Михаел Шумахер и Мартин Брандъл, Иван Капели, Джони Хърбърт и Тирел-а на Андреа де Чезарис. За отбора на Андреа Мода това е успех, след като чрез Роберто Морено успяха да минат пре-квалификациите, както и да се класират за състезанието на 26-а позиция, въпреки че в четвъртък бразилеца е 20-и.
Времето за състезанието е облачно, но сухо. В 30 минутната загрявачна сесия преди състезанието, Рикардо Патрезе е най-бърз, докато Менсъл остана пети. Изненадващо, Микеле Алборето класира своя Футуърк на втора позиция, докато съотборника му Агури Сузуки, трябваше да постъпи в болница след тежък инцидент на завоя Табак.
25 болида застанаха на старта, след като Джани Морбидели не успя да потегли по време на загрявачната обиколка, и трябваше да стартира от боксовете. Сена успя да мине пред Патрезе на завоя Сент Дево, както това стори и Шумахер срещу Бергер. Стартиралият от 18-а позиция, Пиерлуиджи Мартини е първият отпаднал, след като вряза Далара-та в огражденията. Морбидели се върна на трасето, но само след обиколка той трябваше на напусне с повреда по скоростната кутия като същия проблем сполетя и Марч-а на австриеца Карл Вендлингер. Стефано Модена заби задната лява гума на своя Джордан в седмата обиколка и той също трябваше да напусне състезанието.
През това време Роберто Морено успя да мине на 19-а позиция, преди да се прибере в бокса в 11-а обиколка, след проблем по двигателя Джъд на своята Андреа Мода. Шумахер и Алези водеха люта битка за четвъртото място и в 12-а обиколка германеца се опита да мине пред Ферари-то на фибата. Двата болида се докосват, което нанася повреда в електронната кутия на болида на Алези, който продължи в надпреварата на пета позиция след 16 обиколки. Шумахер успя да мине пред Алези, преди французина да отпадне в 28-ата обиколка, пращайки Бергер на пета позиция. Австриеца водеше битка с втория Бенетон, пилотиран от Мартин Брандъл, но британеца направи грешка на шикана, което повреди предното му крило и трябваше да спре в бокса. Хърбърт преустанови участието си, след като заби задницата на своя Лотус в мантинелата на завоя Разкас в 18-а обиколка.
В 32-рата обиколка Бергер се прибра в бокса след повреда по скоростната кутия, което прати Капели и Футуърк-а на Микеле Алборето в точките. В 60-а обиколка Алборето направи грешка и се завъртя пред Макларън-а на Сена като двамата се разминаха от инциндент, за разлика от 10-секундна разлика за бразилеца. Благодарение на завъртането отстрана на Алборето, Мартин Брандъл се върна в зоната на точките на 6-а позиция, преди да спечели още една след грешка на Иван Капели, което повреди кормилното рамо на своето Ферари, както и да прати задна лява гума извън мантинелата, паркирайки на опасно място. Гашо със своя Ларус-Вентури мина позиция напред след отпадането на Капели.
Менсъл водеше с голяма преднина пред Сена, преди изненадващо да спре в бокса в 70-а обиколка, поради хлабав болт на една от гумите. Неговият му престой е дълъг, което прати Сена на първа позиция, седем обиколки до финала. За само две обиколки Найджъл намали разликата от 5.2 на 1.9 секунди, благодарение на новите си гуми, както и най-бърза обиколка, което е две секунди по-бърза от тази на Сена. Двамата водеха битка за водачеството в последните три обиколки, но Менсъл не успяваше да намери пролука, всеки път когато е близо до скоростната кутия на болида на Сена. Накрая Аертон удържа позицията си на финала, печелейки петата си победа в Монако, изравнявайки постижението на Греъм Хил. Рикардо Патрезе финишира трети след като води оспорвана борба с Бенетон-а на Михаел Шумахер през по-голямата част от състезанието. Пети и шести съответно завършиха Мартин Брандъл и Бертран Гашо.

## Класиране
| Поз  | No | Пилот              | Конструктор         | Обиколки | Време/Отпадане | Място | Точки |
| ---- | -- | ------------------ | ------------------- | -------- | -------------- | ----- | ----- |
| 1    | 1  | Айртон Сена        | Макларън-Хонда      | 78       | 1:50:59.372    | 3     | 10    |
| 2    | 5  | Найджъл Менсъл     | Уилямс-Рено         | 78       | + 0.215        | 1     | 6     |
| 3    | 6  | Рикардо Патрезе    | Уилямс-Рено         | 78       | + 31.843       | 2     | 4     |
| 4    | 19 | Михаел Шумахер     | Бенетон-Форд        | 78       | + 39.294       | 6     | 3     |
| 5    | 20 | Мартин Брандъл     | Бенетон-Форд        | 78       | + 1:21.347     | 7     | 2     |
| 6    | 29 | Бертран Гашо       | Ларус-Ламборджини   | 77       | + 1 Об.        | 15    | 1     |
| 7    | 9  | Микеле Алборето    | Футуърк-Муген-Хонда | 77       | + 1 Об.        | 11    |       |
| 8    | 23 | Кристиан Фитипалди | Минарди-Ламборджини | 77       | + 1 Об.        | 17    |       |
| 9    | 21 | Джей Джей Лехто    | Далара-Ферари       | 76       | + 2 Об.        | 20    |       |
| 10   | 26 | Ерик Комас         | Лижие-Рено          | 76       | + 2 Об.        | 23    |       |
| 11   | 10 | Агури Сузуки       | Футуърк-Муген-Хонда | 76       | + 2 Об.        | 19    |       |
| 12   | 25 | Тиери Бутсен       | Лижие-Рено          | 75       | + 3 Об.        | 22    |       |
| Отп  | 28 | Иван Капели        | Ферари              | 60       | Завъртане      | 8     |       |
| Отп  | 2  | Герхард Бергер     | Макларън-Хонда      | 32       | Ск.кутия       | 5     |       |
| Отп  | 11 | Мика Хакинен       | Лотус-Форд          | 30       | Ск.кутия       | 14    |       |
| Отп  | 27 | Жан Алези          | Ферари              | 28       | Ск.кутия       | 4     |       |
| Отп  | 33 | Маурисио Гужелмин  | Джордан-Ямаха       | 18       | Ск.кутия       | 13    |       |
| Отп  | 12 | Джони Хърбърт      | Лотус-Форд          | 17       | Завъртане      | 9     |       |
| Отп  | 34 | Роберто Морено     | Мода- Джъд          | 11       | Двигател       | 26    |       |
| Отп  | 4  | Андреа де Чезарис  | Тирел-Илмор         | 9        | Ск.кутия       | 10    |       |
| Отп  | 15 | Габриеле Таркини   | Фондметал-Форд      | 9        | Двигател       | 25    |       |
| Отп  | 32 | Стефано Модена     | Джордан-Ямаха       | 6        | Завъртане      | 21    |       |
| Отп  | 3  | Оливие Груяр       | Тирел-Илмор         | 4        | Трансмисия     | 24    |       |
| Отп  | 16 | Карл Вендлингер    | Марч-Илмор          | 1        | Ск.кутия       | 16    |       |
| Отп  | 24 | Джани Морбидели    | Минарди-Ламборджини | 1        | Ск.кутия       | 12    |       |
| Отп  | 22 | Пиерлуиджи Мартини | Далара-Ферари       | 0        | Завъртане      | 18    |       |
| НКв  | 7  | Ерик ван де Пуле   | Брабам-Джъд         |          |                |       |       |
| НКв  | 8  | Деймън Хил         | Брабам-Джъд         |          |                |       |       |
| НКв  | 14 | Андреа Киеза       | Фондметал-Форд      |          |                |       |       |
| НКв  | 17 | Пол Белмондо       | Марч-Илмор          |          |                |       |       |
| DNPQ | 30 | Укио Катаяма       | Ларус-Ламборджини   |          |                |       |       |
| DNPQ | 35 | Пери Маккарти      | Мода-Джъд           |          |                |       |       |

## Класиране след състезанието
| Поз | Пилот           | Точки |
| --- | --------------- | ----- |
| 1   | Найджъл Менсъл  | 56    |
| 2   | Рикардо Патрезе | 28    |
| 3   | Михаел Шумахер  | 20    |
| 4   | Айртон Сена     | 18    |
| 5   | Герхард Бергер  | 8     |

| Поз | Конструктор         | Точки |
| --- | ------------------- | ----- |
| 1   | Уилямс-Рено         | 84    |
| 2   | Макларън-Хонда      | 26    |
| 3   | Бенетон-Форд        | 25    |
| 4   | Ферари              | 9     |
| 6   | Футуърк-Муген-Хонда | 5     |